# I Got a Feelin' (Billy Currington)
I Got a Feelin' è un singolo del cantante statunitense Billy Currington pubblicato il 5 gennaio 2004 come secondo ed ultimo estratto dal suo album di debutto intitolato con il suo nome.

## Successo internazionale
Il singolo ottenne grande successo negli Stati Uniti.